# Teatrul „B. P. Hasdeu” din Cahul
Teatrul „B. P. Hasdeu” din Cahul este un teatru republican, fondat în anul 1987 de către o trupă de absolvenți ai Universității de Arte din Chișinău, în frunte cu regizorul și actorul Victor Ignat. Din anul 2000 Teatrul se află sub bagheta actorului și regizorului Sandu Țurcanu, în 2009 a preluat conducerea teatrului Rodica Ciobanu.